# Häxornas natt
Häxornas natt, en serie av Carl Barks i Kalle Anka. Tyra Trollpacka hjälper Knattarna få godis av sin farbror Kalle. Det är inte lätt för den envisa Kalle vägrar.